# Hoa hậu Quốc tế 1965
Hoa hậu Quốc tế 1965 là cuộc thi Hoa hậu Quốc tế lần thứ 6, diễn ra vào ngày 13 tháng 8 năm 1965 tại Nhà hát Thính phòng Long Beach, Long Beach, California, Hoa Kỳ. 44 thí sinh có mặt ở cuộc thi năm nay. Hoa hậu Quốc tế 1964 Gemma Cruz đến từ Philippines đã trao lại vương miện cho người kế nhiệm, cô Ingrid Finger đến từ Tây Đức.

## Kết quả

### Thứ hạng
| Kết quả              | Thí sinh |
| -------------------- | --- |
| Hoa hậu Quốc tế 1965 | - Đức – Ingrid Finger |
| Á hậu 1              | - Hoa Kỳ – Gail Krielow |
| Á hậu 2              | - Ý – Faida Fagioli |
| Á hậu 3              | - Tahiti – Marie Tapare |
| Á hậu 4              | - Brazil – Sandra Penno Rosa |
| Top 15               | - Đan Mạch – Lisbeth Lefeuve - Anh – Carol Crompton - Phần Lan – Esti Östring - Israel – Iris Bar-Or - Hàn Quốc – Kim Kyoung-sook - Malaysia – Linda Lim Hong Eng - Hà Lan – Elaine Bollen - Peru – Lola Muro Macher - Nam Phi – Diana Webster - Tây Ban Nha – Rafaela Roque Sánchez |

### Các giải thưởng đặc biệt
| Giải thưởng        | Thí sinh                     |
| ------------------ | ---------------------------- |
| Hoa hậu Ảnh        | - Anh – Carol Crompton       |
| Hoa hậu Thân thiện | - California – June Lindeman |

## Thí sinh tham gia
Cuộc thi năm nay có 44 thí sinh:
- Argentina - Alicia Raquel Arruabarrena
- Úc - Carole Jackson
- Áo - Hannelore Hogn
- Bỉ - Monique Moret
- Brazil - Sandra Penno Rosa
- Canada - Mary Lou Farrell
- Ceylon - Christine Muriel de Souza
- Chile - Matilde Erika Von Saint George Gonzalez
- Colombia - Regina Salcedo Herrera
- Costa Rica - Ana Koberg
- Đan Mạch - Lisbeth Lefeuve
- Ecuador - Maria Eugenia Mosquera Bañados
- Anh - Carol Crompton
- Phần Lan - Esti Östring
- Pháp - Marie-France Perron
- Hy Lạp - Vivi Niavi
- Guam - Bennett Ann Crisostomo
- Hà Lan - Elaine Bollen
- Iceland - Rosa Einarsdóttir
- Ireland - Elizabeth Black
- Israel - Iris Bar-Or
- Ý - Faida Fagioli
- Nhật Bản - Hiroko Fukushima
- Hàn Quốc - Kim Min-jin (tên thật: Kim Kyoung-sook)
- Luxembourg - Yvy Georges
- Malaysia - Linda Lim Hong Eng
- New Zealand - Janice Esmae Barkley
- Nicaragua - Patricia Estela Mena
- Na Uy - Aud "Brit" Jansen
- Panama - Silvia García
- Peru - Lola Muro Macher
- Philippines - Isabel Barnett Santos
- Puerto Rico - Iraida Palacios
- Scotland - Anne Snape Smith
- Nam Phi - Diana Webster
- Tây Ban Nha - Rafaela Roque Sánchez
- Thụy Điển - Agneta Evelyn Holst
- Tahiti - Marie Tapare
- Thổ Nhĩ Kỳ - Zerrin Arbas
- Hoa Kỳ - Gail Karen Krielow
- Venezuela - Thamara Leal
- Wales - Susan Strangemore
- Đức - Ingrid Finger
- Liên bang Tây Ấn - Wilma Jay Albertha Millien

## Chú ý

### Lần đầu tham gia
- Chile
- Costa Rica

### Trở lại
- Lần cuối tham gia vào năm 1962:
  -  Malaysia
- Lần cuối tham gia vào năm 1963:
  -  Ý
  -  Liên bang Tây Ấn

### Bỏ cuộc
- Cộng hòa Dominica – Không có cuộc thi nào được tổ chức
- Liberia – Không có cuộc thi nào được tổ chức
- Đài Loan

### Đổi tên
Mã Lai đổi tên thành Malaysia